# Инёню, Исмет
Мустафа́ Исме́т Инёню́ (тур. Mustafa İsmet İnönü; 24 сентября 1884, Измир, Айдын — 25 декабря 1973, Анкара) — турецкий государственный, политический и военный деятель. Второй президент Турции (1938—1950), преемник первого президента и основателя Турецкой республики Мустафы Кемаля Ататюрка. Ранее три раза занимал должность премьер-министра: с 1923 по 1924, 1925 по 1937 и с 1961 по 1965 годы; 4-й министр иностранных дел Турции (1922—1924), начальник Генерального штаба Турции.
Выпускник военно-артиллерийского училища. Ещё в период Младотурецкой революции был близким соратником Мустафы Кемаля Ататюрка. Во время Первой мировой войны полковник на Месопотамском фронте.

## Военная карьера
Родился в семье курда и турчанки. Сын Хаджи Решид-бея, османского чиновника и его жены Джеврие (позже Джеврие Темелли). Отец Эрдала Инёню.
Относился к противникам участия Османской империи в Первой мировой войне, справедливо полагая, что для его страны она закончится катастрофой. Поэтому в 1920 г, как и многие националистически настроенные офицеры, он примкнул к Кемалистской революции и вскоре стал одним из ближайших соратников М. Кемаля. С началом войны за независимость стал командующим Западным фронтом. Затем был одним из руководителей подавления мятежа Этхема в Кютахье. 10 января 1921 года одержал свою первую крупную победу в ходе войны с греческими интервентами, нанеся им поражение в первой битве при деревне Инёню. Затем в течение 26 марта — 1 апреля 1921 года нанёс грекам ещё одно поражение во втором сражении при деревне Инёню. По достоинству оценив значение этого кровопролитного сражения, М. Кемаль писал Исмету: «Мало найдётся полководцев, которым приходилось решать такие задачи, как Вам при Инёню… И сейчас Вы победили не только наших врагов, но несчастную судьбу нашей нации». Далее участвовал в битве при Думлупынар, за что получил звание генерал-майора.

## Государственная служба
В первом анкарском правительстве занял пост начальника генерального штаба. Затем возглавлял турецкую делегацию на переговорах в Муданье, где продемонстрировал блестящие дипломатические способности. С 1922 года — министр иностранных дел Турции. В 1922—1923 годах Исмет Инёню возглавлял турецкую делегацию на переговорах в Лозанне, где отказался подписать унизительный для своей страны договор и покинул конференцию. С 30 октября 1923 по 20 ноября 1924 года и с 3 марта 1925 по 1 ноября 1937 года — премьер-министр Турции.
В 1932 году Исмет Инёню с официальным визитом посетил СССР. Пользовался практически неограниченным расположением М. Кемаля, что принесло ему не только высокие, хоть и по праву заслуженные должности, но и лютую ненависть со стороны людей из прежнего окружения первого президента Турции (Рефет, Рауф, Кязим Муса Карабекир), которые не могли простить Исмету, что он обошёл их по карьерной лестнице. В 1934 году при введении в Турции фамилий принял фамилию Инёню — в память о деревне, в битве при которой в 1921 году он дважды победил греческую армию.

## Президент Инёню
После смерти Ататюрка (10 ноября 1938 года) стал председателем правящей Народно-республиканской партии (НРП) (до мая 1950 года) и тогда же был избран президентом республики. Сразу же привлёк на руководящие посты деятелей находившихся ранее в оппозиции к Ататюрку. Во внешней политике президент Инёню пошёл курсом сближения со странами запада. В 1939 году — подписал соглашение с Францией о присоединении к Турции Александреттского (Искендерун) санджака, ранее входившего в состав Сирии. После начала Второй мировой войны сначала примкнул к англо-французскому блоку, заключив с этими странами союзный договор (октябрь 1939 года). Однако после капитуляции Франции пошёл на сближение с Германией, заключив с ней договор о дружбе и ненападении. После нападения Германии на СССР Турция Инёню, формально соблюдая нейтралитет, оказывала ей помощь, поставляя различное стратегическое сырьё и пропуская итальянские и германские военные корабли в Чёрное море. В Турции поощрялась направленная против СССР деятельность пантюркистов. Как доносил Папен своему правительству, президент Инёню в начале 1942 года заверил его, что «Турция в высшей степени заинтересована в уничтожении русского колосса» и что «нейтральная позиция Турции уже на данный момент много выгоднее для стран оси, чем для Англии». Лишь в самый последний момент, видя неминуемость краха нацистской Германии, Инёню сначала разорвал с ней дипломатические отношения, а затем, 23 февраля 1945 года, объявил ей и Японии войну. Однако никакого участия в боевых действиях турецкая армия не приняла. Уже тогда началось сближение Турции с Великобританией и США.
На посту президента проводил политику милитаризации страны, возложив тяжёлое бремя по содержанию почти миллионной армии на население. Это, а также установленный им в стране диктаторский режим, вызывали всё большее негодование прогрессивных слоёв населения. Последние, по окончании войны, развернули активную борьбу с требованием серьёзных экономических и политических реформ. Пытаясь удержаться у власти, пошёл на уступки: провёл аграрную реформу (1945 г.), разрешил многопартийность. Однако эти мероприятия носили ограниченный характер и прогрессивную общественность не удовлетворили. К тому же основное направление его внутренней политики — милитаризация — осталось неизменным. С мая 1950 года, вследствие поражения НРП на парламентских выборах, возглавил оппозицию в меджлисе.

## Возвращение на службу

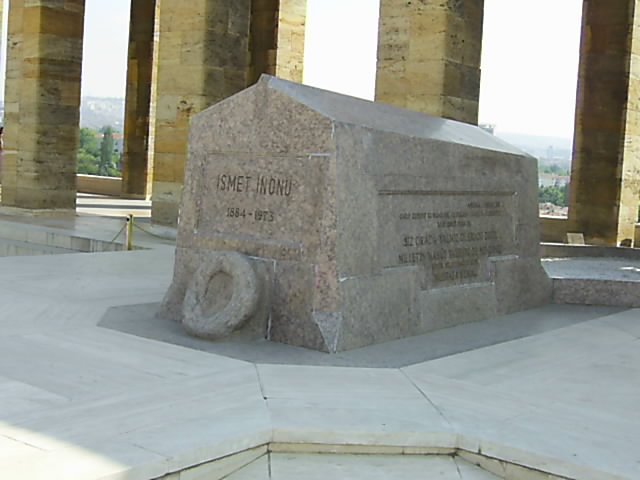
Могила Инёню

К руководству страной вернулся в 1960 году после государственного переворота, организованного рядом высших офицеров во главе с генералом Джемалем Гюрселем, который поручил Инёню сформировать правительство. С октября 1961 по февраль 1965 года — премьер-министр. После поражения, нанесённого Партией Справедливости (бывшей Демократической партией) в октябре 1965 года, снова лидер оппозиции. 8 мая 1972 года — ушёл с поста председателя НРП. Скончался 25 декабря 1973 года в Анкаре.

## Семья
Дочь Озден Инёню вышла замуж за Метина Токера — журналиста и редактора, в 1977-80 годах входившего в состав Сената республики.

## Портрет Исмета Инёню и его память в современной Турции
Внешне был невысокого роста, очень молчаливым человеком, обладавшим прекрасными знаниями и богатым военным опытом. Обладал неординарным мышлением и аналитическим складом ума. Всегда уделял огромное внимание к деталям, из-за чего принимал решения мучительно трудно, и как замечает автор биографии Ататюрка А.Г. Ушаков: «…и даже семь раз отмерив, ещё долго не решался отрезать». В своей оценке людей или ситуации Исмет всегда всё раскладывал по полочкам и всегда пытался провести чёткую грань между чёрным и белым. За всё это будущий первый президент Турецкой республики Мустафа Кемаль особенно выделял из своего окружения. К интересам Исмета относились шахматы, бридж, он хорошо знал историю и литературу. Инёню был одним из немногих, кого М. Кемаль удостоил чести, повесив его фотографию у себя на вилле в Чанкайя.
В честь Инёню назван универсальные спортивные стадионы «Исметпаша» в Измите и «Инёню» в Малатье. Болел за футбольный клуб Бешикташ.

## Комментарии
1. ↑  Имя при рождении — Мустафа Исмет-паша (тур. Mustafa İsmet Paşa). «Исмет Инёню» — новое имя и фамилия Мустафы Исмета c 1935 года, принятое в связи с упразднением в Турции титулов и введением фамилий (см. БСЭ, М., 1936, стб. 163.)